# Лихно, Леонид Павлович
Леонид Павлович Лихно (укр. Леонід Павлович Ліхно; 20 мая 1941 — 27 декабря 2002) — советский волейболист, мастер спорта (1967), советский и украинский тренер по волейболу, многолетний наставник харьковского «Локомотива», заслуженный тренер Украинской ССР (1978), главный тренер мужской сборной Украины (1996—2002).

## Биография
Леонид Лихно начинал заниматься волейболом в Харькове. В 1965 году вошёл в состав «Буревестника», играл на позиции связующего. В 1972 году окончил Харьковский государственный университет.
В 1972—1973 годах выступал за команду ДСК (Харьков). В июне 1973 года в её составе стал обладателем Кубка Украинской ССР, а в начале сентября — бронзовым призёром Кубка СССР, но той же осенью команда ДСК прекратила существование, и Лихно был приглашён в новообразованную команду «Локомотив».
В первом составе «Локомотива», занявшего 3-е место в чемпионате СССР 1974 года по первой группе, выполнял функции капитана. Перед началом следующего чемпионата сменил Юрия Пояркова в должности старшего тренера «Локомотива». За один сезон вывел команду в высшую лигу чемпионата СССР. В сильнейшем дивизионе «Локомотив» выступал на протяжении 15 лет.
В чемпионате СССР 1978 года «Локомотив» завоевал бронзовые медали, Леониду Лихно было присвоено звание заслуженного тренера Украинской ССР. В 1979 году он привёл молодёжную сборную СССР к победе на чемпионате Европы в Португалии. В 1983 году сборная Украинской ССР под его руководством стала бронзовым призёром Спартакиады народов СССР. В 1975, 1979 и 1983 годах Лихно приводил сборную СССР, составленную из игроков харьковского и киевского «Локомотива», к победам на чемпионатах Международного спортивного союза железнодорожников.
С 1986 по 1989 год Леонид Лихно работал главным тренером сборной Сирии. В конце 1989 года вернулся в Харьков и снова возглавил «Локомотив», выиграв с командой 4 чемпионата Украины (в 1994, 1996, 2001 и 2002 годах). В сезоне-2001/02 команда также впервые стала обладателем Кубка страны и участником «Финала четырёх» Кубка топ-команд. В 1994 году Леониду Павловичу Лихно присвоено звание «Почётный железнодорожник», в 2001 году — звание «Заслуженный работник физической культуры и спорта Украины».
С 1996 года возглавлял мужскую сборную Украины. Под его руководством национальная команда в 1998 году впервые играла в финальной стадии чемпионата мира, заняв 10-е место.
Леонид Лихно умер в ночь с 26 на 27 декабря 2002 года в Полтаве, куда прибыл вместе с «Локомотивом» на матчи полуфинального этапа Кубка Украины. Похоронен на втором городском кладбище Харькова.